# Imperia (гурт)
Imperia — інтернаціональний симфо-готик-метал гурт, що був утворений норвезькою вокалісткою Хеленою Ірен Міхаельсен в 2004 році після її виходу з нідерландського гурту Sahara Dust (наразі називається Epica). В гурт входять музиканти із різних країн Європи: Норвегія, Фінляндія, Німеччина, Бельгія. Дебютний альбом «The Ancient Dance of Qetesh» вийшов 19 жовтня 2004 року.

## Склад
Теперішній колектив
- Хелена Ірен Міхаельсен — вокал (2004—дотепер)
- Джеррі Верстрекен — бас-гітара (2004—дотепер)
- Стів Вольц — ударні (2004—дотепер)
- Ян "Örkki" Юрлунд — гітари (2004—дотепер)

Колишні учасники
- Джон Стам – гітари (2003-2010)
- Одун Гроннестад – клавіші (2003-2010)

## Дискографія
Студійні альбоми
- The Ancient Dance of Qetesh (2004)
- Queen of Light (2007)
- Secret Passion (2011)
- Tears of Silence (2015)

Сингли
- Let Down (2011)

Збірники
- Queen of Passion (2013)